# Ninja Special Agent Justy Wind vs. Evil American Comic Books Characters - 2
Ninja Special Agent Justy Wind vs. Evil American Comic Books Characters - 2 (忍者特捜 ジャスティーウィンドVS悪のアメコミヒロイン軍団　前編 - 2) es una película japonesa, del 25 de junio de 2010, producida por Zen Pictures. Es una película del género tokusatsu, de acción y aventuras, con artes marciales, dirigido por Eiji Kamikura, y protagonizada por Kanami Okamoto, Haruka Nagase, Mae Otuka, Rie Yamashiro, Kiraan, Arisa Nouchi, Yuki Asakura, Hitomi Oomura. 
El idioma es en japonés, pero también está disponible con subtítulos en inglés, en DVD o descargable por internet.

## Saga de Justy Wind
- Ninja Special Forces Justy Wind - Righ Mind - (2007)
- Ninja Special Forces Justy Wind - Bad Copy - (2007)
- Ninja Special Agent Justy Wind vs. Evil American Comic Books Characters - 1 (2010)
- Ninja Special Agent Justy Wind vs. Evil American Comic Books Characters - 2 (2010)
- Justy Wind The Begining (2010)

## Argumento
"Fang Girl" y "Amazon Lady" han fracasado en el intento de recoger información acerca del "wa no chikara" o el poder de unidad del Japón, al no poder derrotar a Justy Wind Blanco y Rojo.
"Break Woman", venida de América, posee unos increíbles poderes que le hacen parecer invencible. Su cuerpo se recupera rápidamente tras recibir impactos que la hieren. Mighty Wind es derrotada y capturada por Break Woman para obtener información del poder del "wa no chikara". Mientras tanto, las otras tres Justy Wind, Huka, Shoko y Maihime, tratarán de rescatar a Mighty Wind. Para ello Justy Wind Blanco se enfrentará a Amazon Lady, Justy Wind Azul contra Fang Girl, y Justy Wind Rojo frente a Miss Tarántula. 
Tras vencer a sus rivales y liberar a Mighty Wind, las cuatro tendrán que derrotar a Break Woman.